# Битка код Танагре (457. п. н. е.)
Битка код Танагре одиграла се 457. п. н. е. између Атине и Спарте за време Првога пелопонескога рата. У бици је победила Спарта, али два месеца касније резултати победе били су поништени атинском победом у бици код Енофите.

## Делски савез
Спарта је осигурала хегемонију током Грчко-персијских ратова. Имала је главну улогу и држала је главно заповедништво током Прве и Друге персијске инвазије на Грчку. После Друге персијске инвазије рат се преселио са грчког копна на персијске територије у Азији и на Егејска острва. Тада је до већег изражаја дошла вредност морнарице. Грчке поморске државе нису добро прихваћале спартанско вођство. Већина грчких савезника није више могла да трпи надменога и строгога спартанског заповедника Паусанију. Спарта је тада изгубила престиж. Већина грчких поморских држава прихватило је вођство Атине. Основали су 478. п. н. е. Делски савез. Делски савез је био под атинским вођством. Друге грчке државе су основале Пелопонески савез под вођством Спарте.

## Погоршање односа Спарте и Атине
Почели су да се погоршавају односи Спарте и Атине. Након побуне хелота 464. п. н. е. Спарта је замолила Атину и друге грчке државе да им помогне у гушењу побуне. Атињани су послали велику војску под заповедништвом Кимона. Спартанци су се преплашили Атињана, да не би искористили интервенцију за неке порикривене циљеве. Од свих војски, које су дошле да им помогну једино су Атињане послали кући. Атињани су били увређени тим потезом Спарте. Убрзо након тога Атина је склопила неколико савеза, са Тесалијом, Мегаром и са традиционалним непријатељем Спарте Аргосом. Мегара се сукобљавала са Коринтом, који је био под заштитом Спарте. До 460. п. н. е. Атина се због Мегаре нашла у отвореном рату са Коринтом и неколико пелопонеских држава.

## Битка у Дориди
Током неколико година од почетка Првога пелопонескога рата Спарта углавном није била активна. Коначно се покренула 458. или 457. п. н. е., али не одмах директним сукобом са Атином. Атинска савезница Фокида напала је Дориду. Дорида се налазила са друге стране Коринтског залива преко пута Пелопонеза. Сматрала се домовином Дорана, па су се Спартанци као Дорани сматрали обавезним да им помогну. Пошто је спартански краљ Плистоанакт био премлад спартанску војску је предводио његов заменик Никомед. У помоћ Дориди водио је 1.500 спартанских и 10.000 савезничких хоплита. Када су стигли у Дориду присилили су Фокиђане да врате запоседнути град и да се повуку из Дориде.

## Спартанска војска одсечена у Беотији
Атињани су блокирали Коринтски залив тако да се спартанска војска није могла вратити морем. Осим тога Атињани су држали Мегару, њену луку Пеге и планински пролаз Геранију, тако да се пелопонеска војска није могла вратити ни копном ни морем на Пелопонез. Никомед је одлучио да сачека у Беотији и да смисли како да се пробије. Повео је своју војску у Беотију. Учинио је то због неколико разлога. Започео је тајне преговоре са Атињанима, који су намеравали да издају град и да сруше демократију. С друге стране Доналд Каган сматра да је Никомед био у контакту са Тебом и да је планирао да уједини Беотију под тебанском доминацијом, а то је изгледа и учинио када је стигао у Беотију.

## Битка
Атињани су посумњали да Пелопонежани преговарају са странкама у граду како да сруше демократију у Атини и да сруше атинске дуге бедеме. Због тога су одлучили да нападну спартанску војску у Беотији. Пре битке Кимон, који је био остракован понудио је своје услуге атинској војсци, али наредили су му да оде, јер су сумњали у његову лојалност. Пре него што је отишао својим пријатељима је рекао да храброшћу докажу своју лојалност. Сакупили су укупно са савезницима 14.000 војника. Дошло им је у помоћ 1.000 војника из Аргоса, савезничке снаге и коњица из Тесалије. Међутим тесалска коњица је током битке прешла на страну Спарте. Спарта је имала 11.500 хоплита. У бици код Танагре 457. п. н. е. сукобиле су се две војске. Битка је била дуга, неизвесна и крвава. Обе стране су имале много губитака. Спарта је победила, а након победе спартанска војска се вратила кући прелазећи преко територије Мегаре кроз планински прелаз Геранију. Након тога вратили су се на Пелопонез кроз Коринтску превлаку.

## Након битке
Након 62 дана Атињани су под вођством Миронида напали Беоћане. Победили су их у бици код Енофите. Након победе заузели су Фокиду, Опунтску Локриду и целу Беотију сем Тебе. Срушили су бедеме Танагре и као таоце одвели 100 најбогатијих људи.